# 28-я гвардейская танковая бригада
28-я отдельная гвардейская танковая Лиозненская ордена Ленина Краснознамённая ордена Суворова бригада — гвардейская танковая бригада Красной армии ВС СССР, в годы Великой Отечественной войны.
Условное наименование — войсковая часть полевая почта (в/ч пп) № 61445.
Сокращённое наименование — 28 гв. отбр

## История формирования
Приказом НКО СССР № 58 от 7.02.1943 года 28-я танковая бригада переименована 28-ю гвардейскою танковою бригаду.

## Боевой путь
Период вхождения в действующую армию: с 07.02.1943 по 09.05.1945.

## Состав
- Управление бригады (штат № 010/345)
- 28-й отд. танковый батальон (штат № 010/346)
- 242-й отд. танковый батальон (штат № 010/346)
- Моторизованный стрелковый батальон (штат № 010/347)
- Истребительно-противотанковая артиллерийская батарея (штат № 010/348)
- Зенитная батарея (штат № 010/349)
- Рота управления (штат № 010/350)
- Рота технического обеспечения (штат № 010/351)
- Медико-санитарный взвод (штат № 010/352)

Директивой ГШ КА № орг/3/2515 от 20 июля 1944 года переведена на штаты:
- Управление бригады (штат № 010/500)
- 1-й отдельный танковый батальон (штат № 010/501)
- 2-й отдельный танковый батальон (штат № 010/501)
- 3-й отдельный танковый батальон (штат № 010/501)
- Моторизованный батальон автоматчиков (штат № 010/502)
- Зенитно-пулемётная рота (штат № 010/503)
- Рота управления (штат № 010/504)
- Рота технического обеспечения (штат № 010/505)
- Медико-санитарный взвод (штат № 010/506)

## Подчинение
| 01.03.1943 года | Калининский фронт                                | 39-я армия |
| 01.10.1943 года | Калининский фронт                                | 43-я армия |
| 01.11.1943 года | 1-й Прибалтийский фронт                          | 39-я армия |
| 01.02.1944 года | Западный фронт                                   | 39-я армия |
| 01.05.1944 года | 3-й Белорусский фронт                            | 39-я армия |
| 01.07.1944 года | 1-й Прибалтийский фронт                          | 39-я армия |
| 01.08.1944 года | 3-й Белорусский фронт                            | 39-я армия |
| 01.03.1945 года | 3-й Белорусский фронт (Земландская группа войск) | 39-я армия |
| 01.05.1945 года | 3-й Белорусский фронт                            | 39-я армия |

## Награды и наименования
| Награда, наименование               | Дата награждения                                                                | За что награждена |
| ----------------------------------- | ------------------------------------------------------------------------------- | --- |
| Почётное звание «Гвардейская»       | присвоено приказом Народного комиссара обороны СССР № 58 от 7 февраля 1943 года | за проявленную отвагу в боях за Отечество с немецкими захватчиками, за стойкость, мужество, дисциплину и организованность, за героизм личного состава |
| Почётное наименование «Лиозненская» | присвоено приказом Верховного главнокомандующего № 32 от 10 октября 1943 года   | за отличия в боях за овладение крупным узлом обороны немцев на Витебском направлении — Лиозно |
| орден Ленина                        | награждена указом Президиума Верховного Совета СССР от 19 февраля 1945 года     | за образцовое выполнение заданий командования в боях за овладение городами Тапиау, Алленбург, Норденбург, Летцен и проявленные при этом доблесть и мужество |
| Орден Красного Знамени              | награждена указом Президиума Верховного Совета СССР от 2 июля 1944 года         | за образцовое выполнение заданий командования в боях по прорыву обороны Витебского укреплённого района немцев южнее города Витебска и на Оршанском направлении севернее реки Днепра, а также за овладение городом Витебск, проявленные при этом геройство, доблесть и мужество |
| Орден Суворова II степени           | награждена указом Президиума Верховного Совета СССР от 31 октября 1944 года     | за образцовое выполнение заданий командования в боях с немецкими захватчиками при прорыве обороны противника юго-западнее Шяуляй (Шавли) и проявленные при этом доблесть и мужество                                                                                            |

## Командиры
- Ковалёв, Ефим Максимович[8] (07.02.1943 — 28.08.1944), подполковник, с 22.05.1943 полковник;
- Беспалов, Степан Иванович[9] (29.08.1944 — 05.01.1945), полковник;
- Шмаков, Константин Никифорович (06.01.1945 — 25.01.1945), подполковник (погиб 25.01.1945);
- Акопов, Матвей Киракосович[10] (26.01.1945 — 10.06.1945), полковник[11][12]

### Начальники штаба
- Волков, Юрий Уварович (07.02.1943 — 28.08.1943), майор;
- Кутшера, Михаил Густавович (15.09.1943 — 01.12.1943), майор;
- Шмаков, Константин Никифорович (05.01.1943 — 06.01.1945), подполковник;
- Сухомлин, Иван Григорьевич (27.01.1945 — 10.06.1945), подполковник[13]

## Отличившиеся воины бригады
- Ермолаев, Григорий Дмитриевич, гвардии младший лейтенант, командир танка. Награждён 24.03.1945 года (посмертно)[14]
- Пономарёв, Георгий Андреевич, гвардии капитан, командир батальона. Награждён 4 июня 1944 года (посмертно)[15]
- Большаков, Михаил Алексеевич, гвардии старшина, механик-водитель танка
- Пономарь, Иван Антонович, гвардии старшина, механик водитель командирского танка Т-34, старший моторист-регулировщик[16]

## Именные танки
- танк Т-70 — «Вихрь»
- танк Т-70 — «Тайфун»
- танк Т-70 — «Гранаты»
- танк Т-70 — «Варяг»
- танк Т-70 — «Рахматуллин»
- танк Т-70 — «Истребитель»
- танк Т-70 — «Безымянный»
- танк Т-70 — «Сокол»
- танк Т-6— «Тигр»[17]